# Sint-Salvatorkapel (Baarle-Nassau)

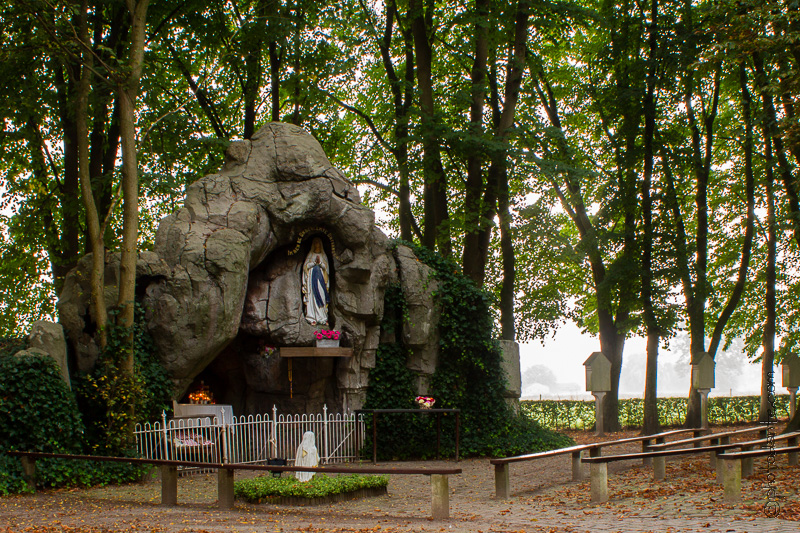
Lourdesgrot bij de kapel

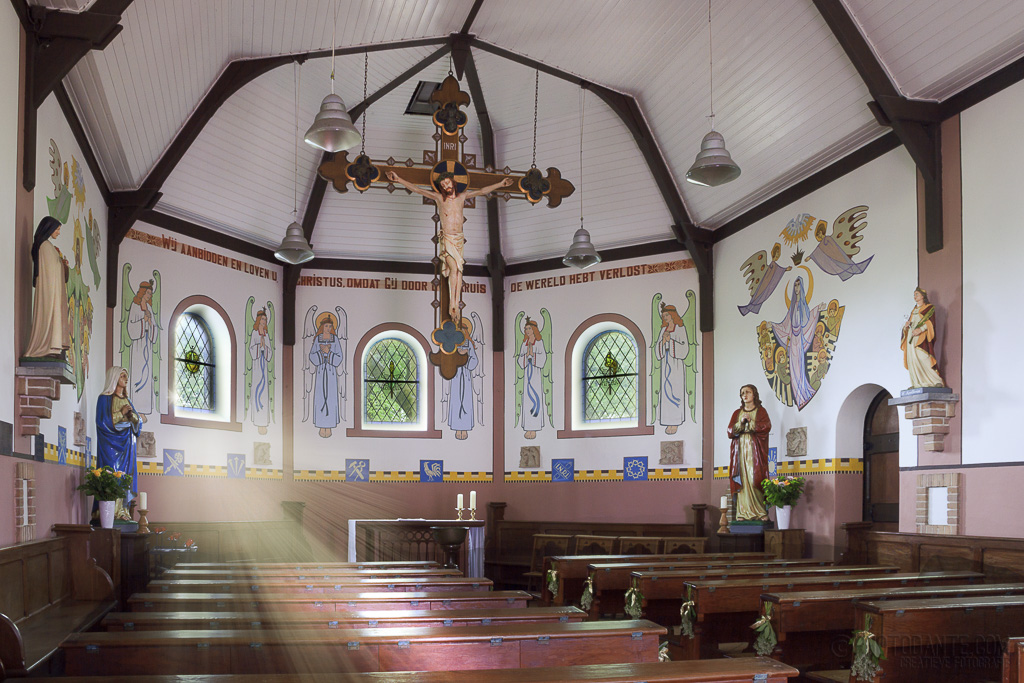
Binnenkant van de Salvatorkapel.

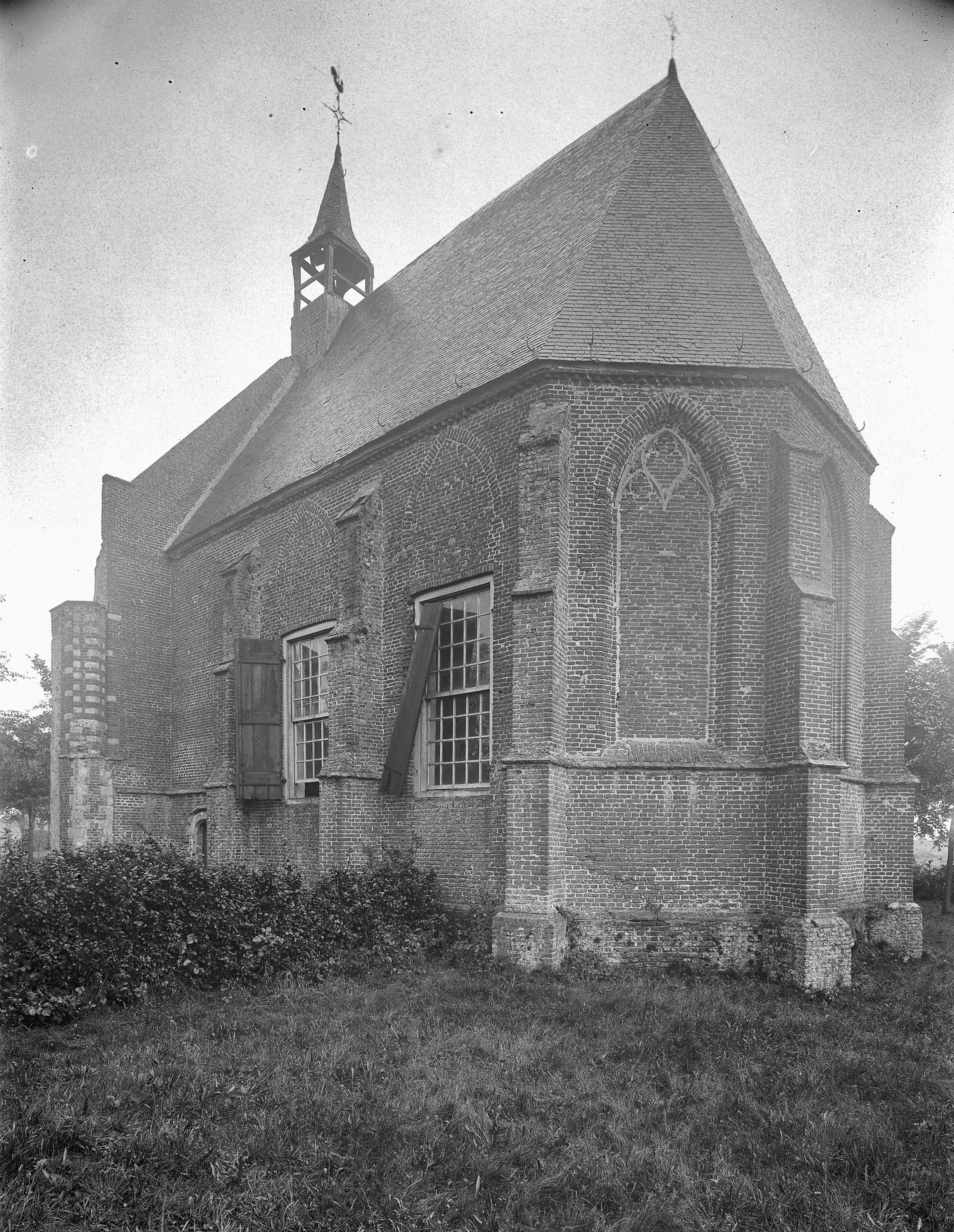
Oude kerk (1907)

De Sint-Salvatorkapel is een kapel tussen Baarle en Nijhoven in de gemeente Baarle-Nassau. De kapel is gewijd aan Sint-Salvator ofwel de Heilige Verlosser.
Uit archeologisch onderzoek in 1950 is gebleken, dat de kapel een zeer lange geschiedenis heeft. Al in de achtste eeuw was er al een houten kapel met een begraafplaats. In de tiende eeuw heeft er een houten zaalkerkje gestaan. Deze kerk was in de elfde weer vervangen door een drieschepige houten kerk. In de veertiende eeuw stond er een stenen kerkgebouw, een bakstenen kruiskerk in gotische stijl. De lengte van deze kerk was 34 meter.
Deze stenen kerk werd gebouwd als resultaat van een ruzie tussen de inwoners van Baarle-Nassau en die van Baarle-Hertog. De inwoners van Baarle-Hertog mochten op een gegeven moment in de vijftiende eeuw geen gebruik meer maken van de straten van Baarle-Nassau. De inwoners van Baarle-Hertog ontzegden de inwoners van Baarle-Nassau de toegang tot hun Sint-Remigiuskerk. De inwoners van Baarle-Nassau bouwden daarop een eigen kerk bij Nijhoven. In 1582 werd de kerk flink verwoest door een grote brand.
Op 15 mei 1648 werd de Vrede van Münster ondertekend. De staatskerk van de Republiek der Zeven Verenigde Nederlanden werd de Nederduits Gereformeerde Kerk (later Nederlandse Hervormde Kerk). Op 2 juli van dat jaar werd de Salvatorkapel in beslag genomen. De inboedel werd kort en klein geslagen. Eén beeld is destijds gespaard gebleven, dit beeld werd vervolgens ondergebracht in de Sint-Remigiuskerk van Baarle-Hertog. Daar is het beeld nog steeds te bewonderen. Ten tijde dat er nog een processie door Baarle rondtrok, kreeg dit beeld een plek. De kerk werd voortaan door protestanten gebruikt, maar was veel te groot voor het handjevol protestanten uit Baarle. De hervormde kerk van Chaam werd de streekkerk. De kerk werd slecht onderhouden door de Abdij van Thorn. Het schip en de transepten werden na 1807 gesloopt en het koor van de kerk raakt in verval. In 1926 werd het restant van de kerk afgebroken.
In 1928 kwam de grond waarop de kerk had gestaan door tussenkomst van een stroman weer in handen van de Baarlese parochie. In 1930 verrees op de fundamenten van het oude koor de huidige Sint-Salvatorkapel. Het ontwerp hiervan wordt toegeschreven aan Dom Hans van der Laan. Om deze kapel ligt een bidtuin met een Lourdesgrot, Calvarieberg en kruisweg, vijftien paalkapelletjes met de geheimen van de rozenkrans en nog zeven met de smarten van Maria. Sinds 1996 is deze kapel een gemeentelijk monument, daarmee was de kapel het eerste bouwwerk in Baarle-Nassau die deze titel kreeg.